# Meistriliiga 2012
Die Meistriliiga 2012 war die 22. Spielzeit der höchsten estnischen Fußball-Spielklasse der Herren. Gespielt wurde vom 10. März bis 3. November 2012. Als Titelverteidiger startete der FC Flora Tallinn in die Saison. Den Titel aus dem Vorjahr konnte der Klub allerdings nicht verteidigen. Die Estnische Meisterschaft 2012 wurde vorzeitig vom JK Nõmme Kalju gewonnen.

## Saisonverlauf
Die Liga umfasste wie in der Vorsaison zehn Teams. Aktueller Titelträger war der Rekordmeister FC Flora Tallinn. Aufsteiger aus der Esiliiga war der JK Tallinna Kalev, der FC Kuressaare verblieb nach den Relegationsspielen in der Meistriliiga, nachdem sich der Verein gegen den FC Infonet Tallinn durchsetzen konnte.
Die Meisterschaft wurde in einer regulären Spielzeit in je zwei Hin- und Rückrundenspielen ausgetragen. Jedes Team tritt dabei vier Mal gegen jede andere Mannschaft an. Der Tabellenletzte steigt in die zweitklassige Esiliiga ab, der Neuntplatzierte spielte in der Relegation gegen den Zweitplatzierten der Esiliiga 2012.
Das Eröffnungsspiel der neuen Saison wurde zwischen dem JK Nõmme Kalju und dem FC Levadia Tallinn ausgetragen. Das Spiel wurde live vom estnischen Fernsehsender TV6 übertragen und endete mit 0:0. Der Titelverteidiger Flora Tallinn, der zuvor bereits den Supercup gegen den JK Trans Narva gewann, konnte auch das erste Saisonspiel der neuen Spielzeit gegen den Vorjahresfünften JK Kalev Sillamäe mit 2:0 für sich entscheiden. Im weiteren Saisonverlauf setzte sich Nõmme Kalju an die Tabellenspitze gefolgt von Flora und Levadia. Drei Spieltage vor Saisonende sicherte sich Nõmme mit einem 1:0-Auswärtssieg in einem Nachholspiel beim FC Kuressaare durch ein Tor von Kristen Viikmäe den ersten Meisterschaftstitel der Vereinsgeschichte. Als sportlicher Absteiger in die Esiliiga stand bereits der JK Tammeka Tartu fest, konnte allerdings durch den Zwangsabstieg des FC Viljandi in der Meistriliiga bleiben. In die Relegation musste der JK Tallinna Kalev gegen JK Tarvas Rakvere und gewann diese. Torschützenkönig wurde mit Vladislav Ivanov erstmals seit der Spielzeit 2007 wieder ein Russe.

## Teams
| Verein              | Stadt         | Stadion                   | Kapazität |
| ------------------- | ------------- | ------------------------- | --------- |
| FC Flora Tallinn    | Tallinn       | A. Le Coq Arena           | 09.692    |
| FC Kuressaare       | Kuressaare    | Kuressaare linnastaadion  | 01.600    |
| FC Levadia Tallinn  | Tallinn       | Kadrioru staadion         | 05.000    |
| FC Viljandi         | Viljandi      | Viljandi linnastaadion    | 02.000    |
| JK Kalev Sillamäe   | Sillamäe      | Sillamäe Kalevi staadion  | 03.000    |
| JK Nõmme Kalju      | Tallinn-Nõmme | Kadrioru staadion         | 05.000    |
| JK Tallinna Kalev   | Tallinn       | Kalevi Keskstaadion       | 12.000    |
| JK Tammeka Tartu    | Tartu         | Tamme Staadion            | 02.000    |
| JK Trans Narva      | Narva         | Narva Kreenholmi Staadion | 03.000    |
| Paide Linnameeskond | Paide         | Paide linnastaadion       | 00.268    |

## Abschlusstabelle
| Pl. | Verein                 | Sp. | S  | U  | N  | Tore    | Diff. | Punkte |
| --- | ---------------------- | --- | -- | -- | -- | ------- | ----- | ------ |
| 1.  | JK Nõmme Kalju         | 36  | 29 | 5  | 2  | 106:170 | +89   | 92     |
| 2.  | FC Levadia Tallinn (P) | 36  | 25 | 8  | 3  | 085:220 | +63   | 83     |
| 3.  | FC Flora Tallinn (M)   | 36  | 26 | 3  | 7  | 100:760 | +24   | 81     |
| 4.  | JK Trans Narva         | 36  | 17 | 6  | 13 | 052:440 | +8    | 57     |
| 5.  | JK Kalev Sillamäe      | 36  | 15 | 10 | 11 | 051:430 | +8    | 55     |
| 6.  | Paide Linnameeskond    | 36  | 11 | 9  | 16 | 034:520 | −18   | 42     |
| 7.  | FC Viljandi 1          | 36  | 6  | 8  | 22 | 033:880 | −55   | 26     |
| 8.  | FC Kuressaare          | 36  | 5  | 11 | 20 | 031:800 | −49   | 26     |
| 9.  | JK Tallinna Kalev (N)  | 36  | 4  | 9  | 23 | 027:870 | −60   | 21     |
| 10. | JK Tammeka Tartu       | 36  | 4  | 8  | 24 | 057:750 | −18   | 20     |

Platzierungskriterien: 1. Punkte – 2. Annullierungen – 3. Siege – 4. Direkter Vergleich (Punkte, Tordifferenz, geschossene Tore) – 5. Tordifferenz – 6. geschossene Tore
| (M) | amtierender Meister     |
| (P) | amtierender Pokalsieger |
| (N) | Neu (Aufsteiger)        |

## Kreuztabelle
Die Kreuztabelle stellt die Ergebnisse aller Spiele dieser Saison dar. Die Heimmannschaft ist in der linken Spalte, die Gastmannschaft in der oberen Zeile aufgelistet. Die Teams spielen jeweils vier Mal gegeneinander – zwei Heim- und zwei Auswärtsspiele –, sodass insgesamt 36 Spiele zu absolvieren sind.
| Spieltage 1–18      | FC Flora Tallinn | JK Nõmme Kalju | JK Trans Narva | FC Levadia Tallinn | JK Kalev Sillamäe | Paide Linnameeskond | JK Tammeka Tartu | FC Viljandi | FC Kuressaare | JK Tallinna Kalev |
| ------------------- | ---------------- | -------------- | -------------- | ------------------ | ----------------- | ------------------- | ---------------- | ----------- | ------------- | ----------------- |
| FC Flora Tallinn    |                  | 1:0            | 2:1            | 0:1                | 3:0               | 1:0                 | 4:0              | 5:0         | 0:1           | 5:0               |
| JK Nõmme Kalju      | 2:0              |                | 4:1            | 0:0                | 5:0               | 1:0                 | 3:0              | 4:0         | 2:0           | 3:1               |
| JK Trans Narva      | 1:2              | 1:2            |                | 0:6                | 0:2               | 0:0                 | 2:0              | 1:1         | 1:2           | 5:1               |
| FC Levadia Tallinn  | 1:1              | 1:1            | 4:0            |                    | 1:1               | 1:0                 | 1:0              | 2:0         | 5:0           | 0:0               |
| JK Kalev Sillamäe   | 0:2              | 0:2            | 0:1            | 0:0                |                   | 1:1                 | 2:0              | 2:0         | 0:0           | 4:1               |
| Paide Linnameeskond | 0:5              | 1:3            | 0:0            | 1:5                | 1:1               |                     | 2:0              | 0:1         | 2:1           | 0:0               |
| JK Tammeka Tartu    | 0:2              | 0:4            | 2:3            | 0:1                | 0:0               | 1:2                 |                  | 1:1         | 0:0           | 2:1               |
| FC Viljandi         | 0:2              | 0:3            | 0:1            | 0:3                | 0:3               | 0:2                 | 0:0              |             | 3:1           | 1:1               |
| FC Kuressaare       | 1:3              | 0:9            | 0:0            | 0:2                | 1:2               | 1:1                 | 1:1              | 0:0         |               | 3:3               |
| JK Tallinna Kalev   | 0:3              | 0:5            | 0:0            | 1:2                | 1:2               | 1:0                 | 1:0              | 2:1         | 2:1           |                   |

| Spieltage 19–36     | FC Flora Tallinn | JK Nõmme Kalju | JK Trans Narva | FC Levadia Tallinn | JK Kalev Sillamäe | Paide Linnameeskond | JK Tammeka Tartu | FC Viljandi | FC Kuressaare | JK Tallinna Kalev |
| ------------------- | ---------------- | -------------- | -------------- | ------------------ | ----------------- | ------------------- | ---------------- | ----------- | ------------- | ----------------- |
| FC Flora Tallinn    |                  | 1:0            | 0:1            | 1:2                | 4:0               | 3:0                 | 5:1              | 5:0         | 2:0           | 3:1               |
| JK Nõmme Kalju      | 2:0              |                | 1:0            | 2:2                | 2:2               | 1:1                 | 5:1              | 3:0         | 6:1           | 7:0               |
| JK Trans Narva      | 2:2              | 0:2            |                | 0:6                | 0:1               | 0:0                 | 4:0              | 1:1         | 2:0           | 1:1               |
| FC Levadia Tallinn  | 5:4              | 0:1            | 0:2            |                    | 0:2               | 4:0                 | 3:0              | 2:1         | 7:0           | 4:1               |
| JK Kalev Sillamäe   | 1:2              | 0:2            | 0:3            | 1:1                |                   | 1:2                 | 3:1              | 2:2         | 2:1           | 3:0               |
| Paide Linnameeskond | 0:6              | 0:2            | 2:3            | 1:2                | 2:0               |                     | 4:1              | 0:2         | 1:1           | 0:0               |
| JK Tammeka Tartu    | 0:3              | 1:4            | 2:1            | 0:3                | 0:3               | 1:1                 |                  | 4:0         | 2:2           | 1:1               |
| FC Viljandi         | 0:2              | 1:9            | 2:5            | 0:5                | 0:5               | 0:2                 | 0:0              |             | 6:0           | 2:1               |
| FC Kuressaare       | 0:2              | 0:1            | 0:3            | 0:1                | 1:2               | 0:1                 | 3:2              | 3:3         |               | 2:1               |
| JK Tallinna Kalev   | 1:1              | 1:3            | 0:1            | 0:6                | 0:3               | 0:3                 | 1:4              | 2:2         | 0:3           |                   |

## Relegation
Am Ende der regulären Saison trat der Neuntplatzierte der Meistriliiga gegen den Zweitplatzierten der Esiliiga in der Relegation an. Die Spiele fanden am 11. und 17. November 2012 statt. Am 33. Spieltag der Esiliiga-Spielzeit 2012 konnte sich der JK Tarvas Rakvere für die Relegationsspiele gegen den JK Tallinna Kalev qualifizieren. Der JK Tallinna konnte die beiden Partien für sich entscheiden und spielte in der folgenden Meistriliigasaison 2013 weiterhin in der estnischen Eliteliga.
| Datum             |                   | Ergebnis  |                   | Tore                                             |
| ----------------- | ----------------- | --------- | ----------------- | ------------------------------------------------ |
| 11. November 2012 | JK Tarvas Rakvere | 1:2 (1:0) | JK Tallinna Kalev | 1:0 Hang (23.), 1:1 Tomson (70.), 1:2 Kase (74.) |
| 17. November 2012 | JK Tallinna Kalev | 1:0 (1:0) | JK Tarvas Rakvere | 1:0 Ratnikov (38.)                               |
| Gesamt:           | JK Tarvas Rakvere | 1:3       | JK Tallinna Kalev |                                                  |

## Torschützenliste
| Pl. | Name                   | Team               | Tore |
| --- | ---------------------- | ------------------ | ---- |
| 01. | Vladislav Ivanov       | JK Trans Narva     | 23   |
| 02. | Tarmo Neemelo          | JK Nõmme Kalju     | 22   |
| 03. | Sakaria Beglarischwili | FC Flora Tallinn   | 17   |
| 04. | Jüri Jevdokimov        | JK Nõmme Kalju     | 13   |
| 05. | Igor Morozov           | FC Levadia Tallinn | 12   |
| 06. | Rimo Hunt              | FC Levadia Tallinn | 11   |
| 07. | Aleksandr Aleksejev    | JK Trans Narva     | 10   |
| 07. | Andre Frolov           | FC Flora Tallinn   | 10   |
| 07. | Artur Rättel           | FC Levadia Tallinn | 10   |
| 07. | Hidetoshi Wakui        | JK Nõmme Kalju     | 10   |
| 11. | Valeri Minkenen        | FC Flora Tallinn   | 09   |
| 11. | Damiano Quintieri      | JK Nõmme Kalju     | 09   |
| 11. | Igor Subbotin          | FC Levadia Tallinn | 09   |
| 11. | Ingemar Teever         | FC Levadia Tallinn | 09   |

## Die Meistermannschaft des JK Nõmme Kalju
(Berücksichtigt wurden Spieler mit mindestens fünf Einsätze; in Klammern sind die Einsätze und Tore angegeben)
| 1. | JK Nõmme Kalju |
|    | - Tor: Vitali Teleš (36/0) - Abwehr: Andres Koogas (29/2), Alo Bärengrub (32/5), Tihhon Šišov (34/2), Ken Kallaste (36/1) - Mittelfeld: Jorge Rodrigues (14/0), Eino Puri (32/6), Yankuba Ceesay (19/6), Damiano Quintieri (24/9), Sergei Terehhov (21/3), Hidetoshi Wakui (35/10), George Cole (7/1) - Angriff: Oliver Konsa (32/8), Kristen Viikmäe (30/8), Jüri Jevdokimov (30/13), Tarmo Neemelo (26/22) - Trainer: Igor Prins |

## Auszeichnungen während der Saison
| Monat          | Trainer des Monats                 | Spieler des Monats                        |
| -------------- | ---------------------------------- | ----------------------------------------- |
| März 2012      | Sergei Zamogilnõi (FC Kuressaare)  | Igor Morozov (FC Levadia Tallinn)         |
| April 2012     | Igor Prins (JK Nõmme Kalju)        | Janar Toomet (FC Levadia Tallinn)         |
| Mai 2012       | Martin Reim (FC Flora Tallinn)     | Sakaria Beglarischwili (FC Flora Tallinn) |
| Juni 2012      | Meelis Rooba (Paide Linnameeskond) | Hidetoshi Wakui (JK Nõmme Kalju)          |
| Juli 2012      | Igor Prins (JK Nõmme Kalju)        | Joel Indermitte (FC Viljandi)             |
| August 2012    | Aleksei Jagudin (JK Trans Narva)   | Sergei Terehhov (JK Nõmme Kalju)          |
| September 2012 | Igor Prins (JK Nõmme Kalju)        | Carl Tubarik (Paide Linnameeskond)        |
| Oktober 2012   | Marko Kristal (FC Levadia Tallinn) | Sakaria Beglarischwili (FC Flora Tallinn) |